# RK Zagreb
Az RK Zagreb egy horvát férfi kézilabdacsapat.

## Története
A klubot 1922-ben alapították, és azóta Horvátország legsikeresebb férfi kézilabdacsapatává nőtte ki magát. A hazai bajnokságot, és a kupát is az RK Zagreb nyerte a legtöbbször, ezenkívül a nemzetközi porondon is sikeres a társaság, hiszen 2-szer nyerték meg a Bajnokok Ligáját, és ezen kívül még négyszer jutottak el a fináléig ebben a sorozatban.
A csapat több névváltozáson is átesett, 1992-1995 és 1997-2001 között Badel 1862 Zagreb, 1996-ban Banka Croatia Zagreb, 2007-től pedig RK Croatia Osiguranje Zagreb volt a hivatalos megnevezése az egyesületnek. Jelenleg a klub teljes neve Prvo plinarsko društvo Zagreb.
A horvát bajnokság mellett a SEHA-liga 2011-es alapítása óta a regionális kézilabda-ligában is szerepel. A SEHA-liga minden szezonjában eljutott a Final Four-ba, 2013-ban meg is nyerte azt.

## Sikerei
- Horvát (korábban Jugoszláv) bajnokság: 41-szeres győztes
  - 1948, 1949, 1954, 1956, 1957, 1962, 1963, 1965, 1989, 1991, 1992, 1993, 1994, 1995, 1996, 1997, 1998, 1999, 2000, 2001, 2002, 2003, 2004, 2005, 2006, 2007, 2008, 2009, 2010, 2011, 2012, 2013, 2014, 2015, 2016, 2017, 2018, 2019, 2021, 2022, 2023
- Horvát (korábban Jugoszláv) kupa: 30-szoros győztes
  - 1962, 1991, 1992, 1993, 1994, 1995, 1996, 1997, 1998, 1999, 2000, 2003, 2004, 2005, 2006, 2007, 2008, 2009, 2010, 2011, 2012, 2013, 2014, 2015, 2016, 2017, 2018, 2019, 2021, 2022
- Bajnokok ligája: 2-szeres győztes
  - 1992, 1993
- Európai szuperkupa: 1-szeres győztes
  - 1993
- SEHA-liga: 1-szeres győztes
  - 2013

## Jelenlegi játékoskeret
A 2023–2024-es idény játékoskerete.
| Kapusok - 12 Ante Grbavac - 16 Aljaž Panjtar - 25 Matej Mandić Balszélsők - 06 Davor Čavar - 31 Tyimur Gyibirov Jobbszélsők - 17 Paolo Kraljević - 27 Ivan Čupić - 71 Filip Glavaš Beállósok - 07 Patryk Walczak - 08 Adin Faljić - 95 Matic Suholežnik | Balátlövők - 05 Miloš Kos - 10 Jakov Gojun - 11 Zvonimir Srna - 13 Edin Klis - 43 Aleks Kavčič Irányítók - 23 Karpo Sirotić Jobbátlövők - 09 Luka Lovre Klarica - 87 Yoel Cuni Morales |